# Serra do Pilar
La Serra do Pilar, en español «Sierra del Pilar» o Sierra de Son Nicolau de Vila Nova, en español, «Sierra de San Nicolás de Vila Nova», es una elevación sobre el río Duero situada en el barrio de Santa Marinha, Vila Nova de Gaia, en la frontera con la ciudad de Oporto, Portugal. En la sierra se encuentra el famoso Monasterio de Serra do Pilar (que data de 1538). Durante muchos años transformado en cuartel y actualmente clasificado como Patrimonio Mundial (UNESCO) el monasterio es una de las atracciones turísticas más importantes de la región.
Durante el sitio de Oporto (1832-1833), fue el único reducto que los liberales consiguieron mantener al sur del río Duero. Se erige en una posición dominante proporcionando una bella vista sobre el Río Duero, la Ribeira y el centro histórico de Oporto.

## Renovación en 2015
El ayuntamiento de Gaia quiere dar nueva vida a la escarpa de la Sierra del Pilar y tiene un amplio proyecto de renovación en marcha, incluyendo obras de consolidación, tres nuevos hoteles, escaleras mecánicas y un ascensor panorámico.

## Galería de imágenes

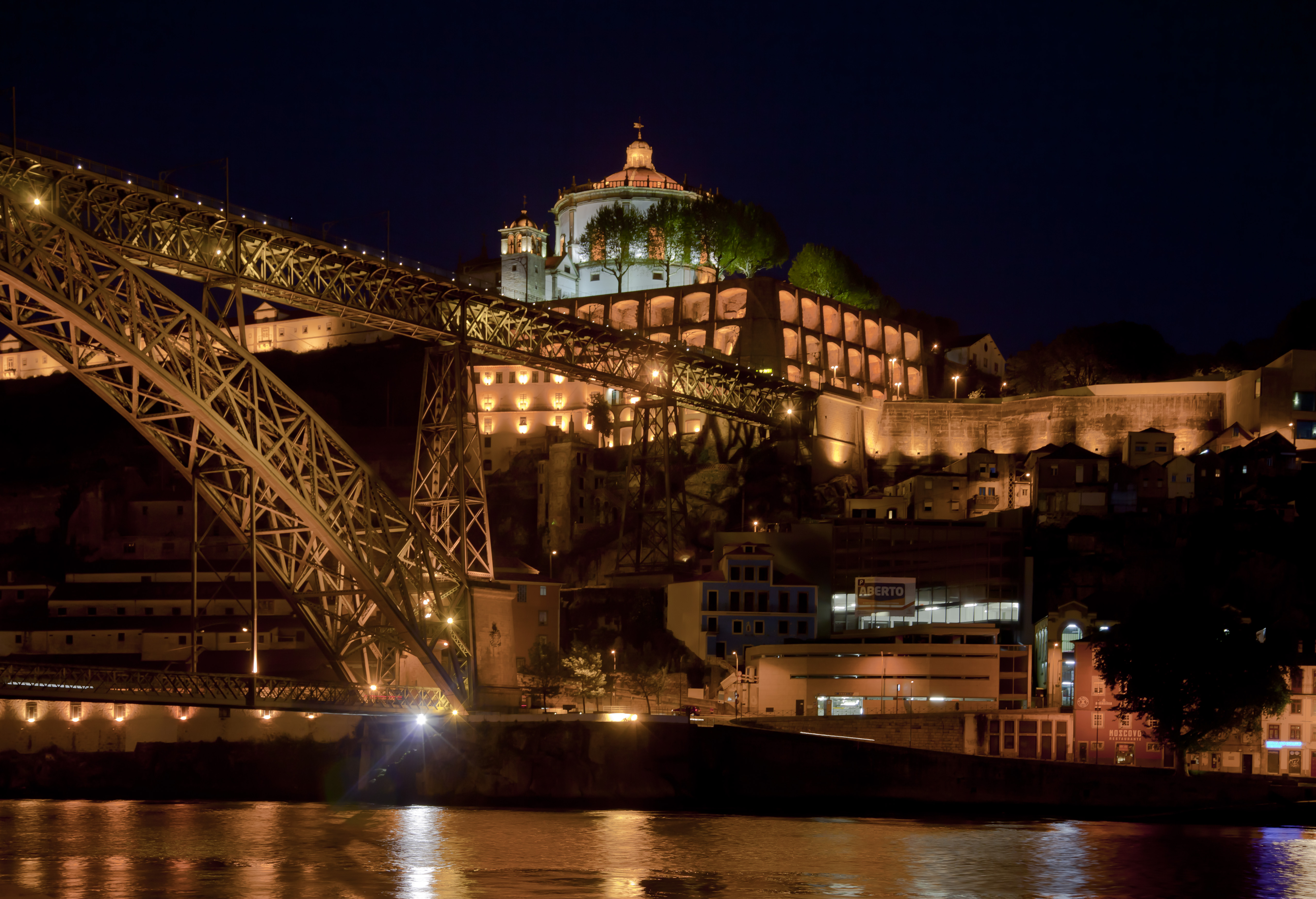
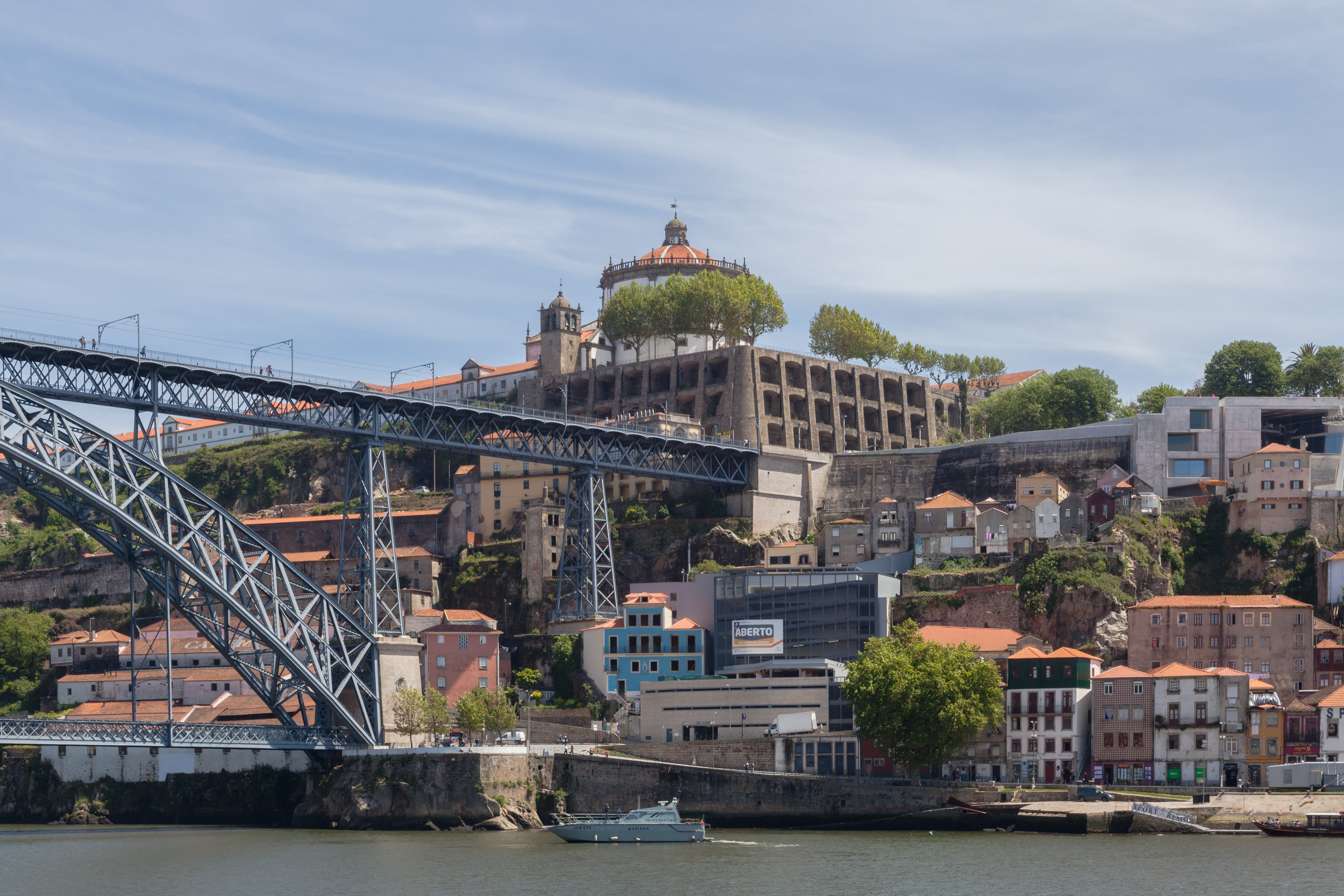
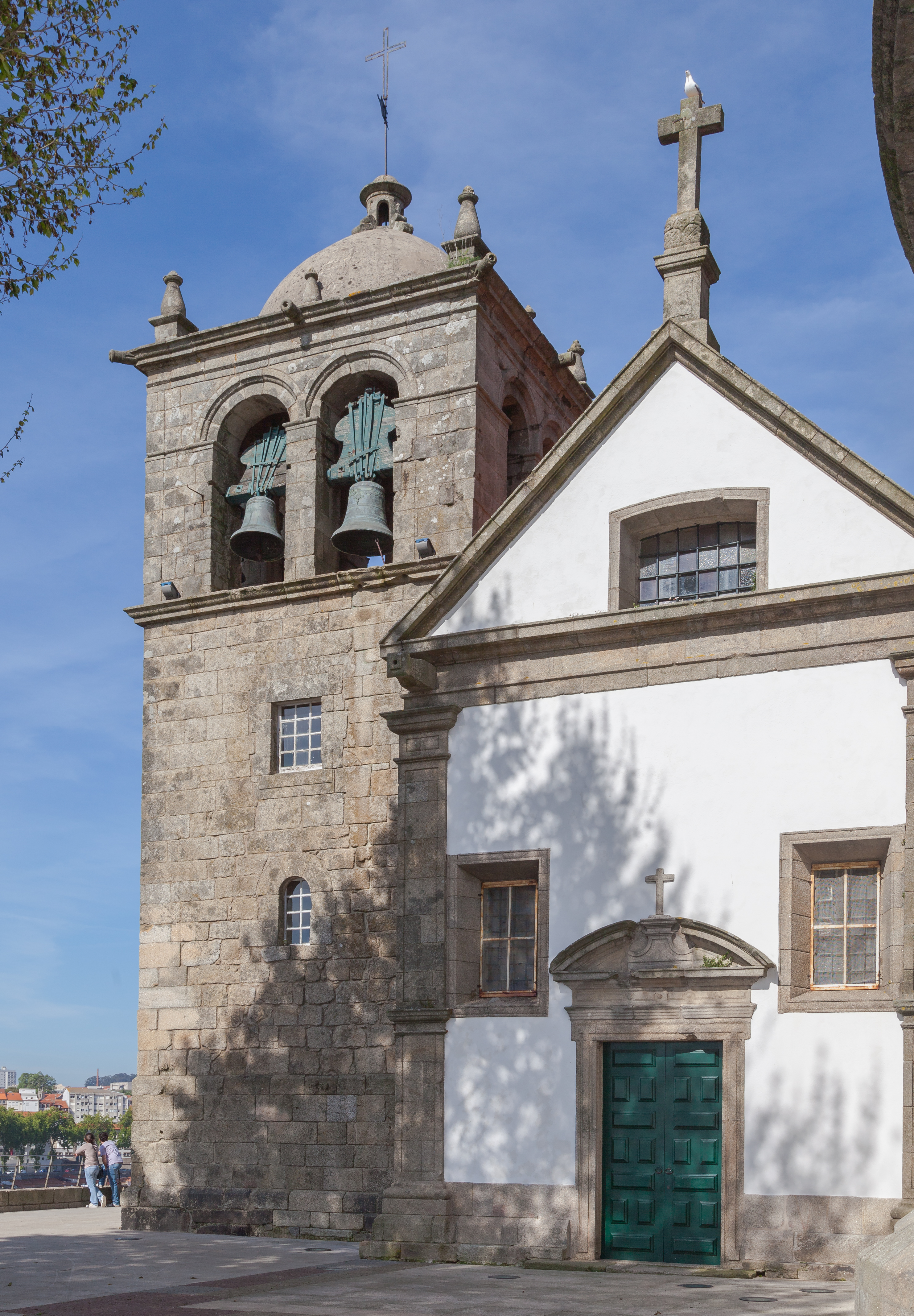
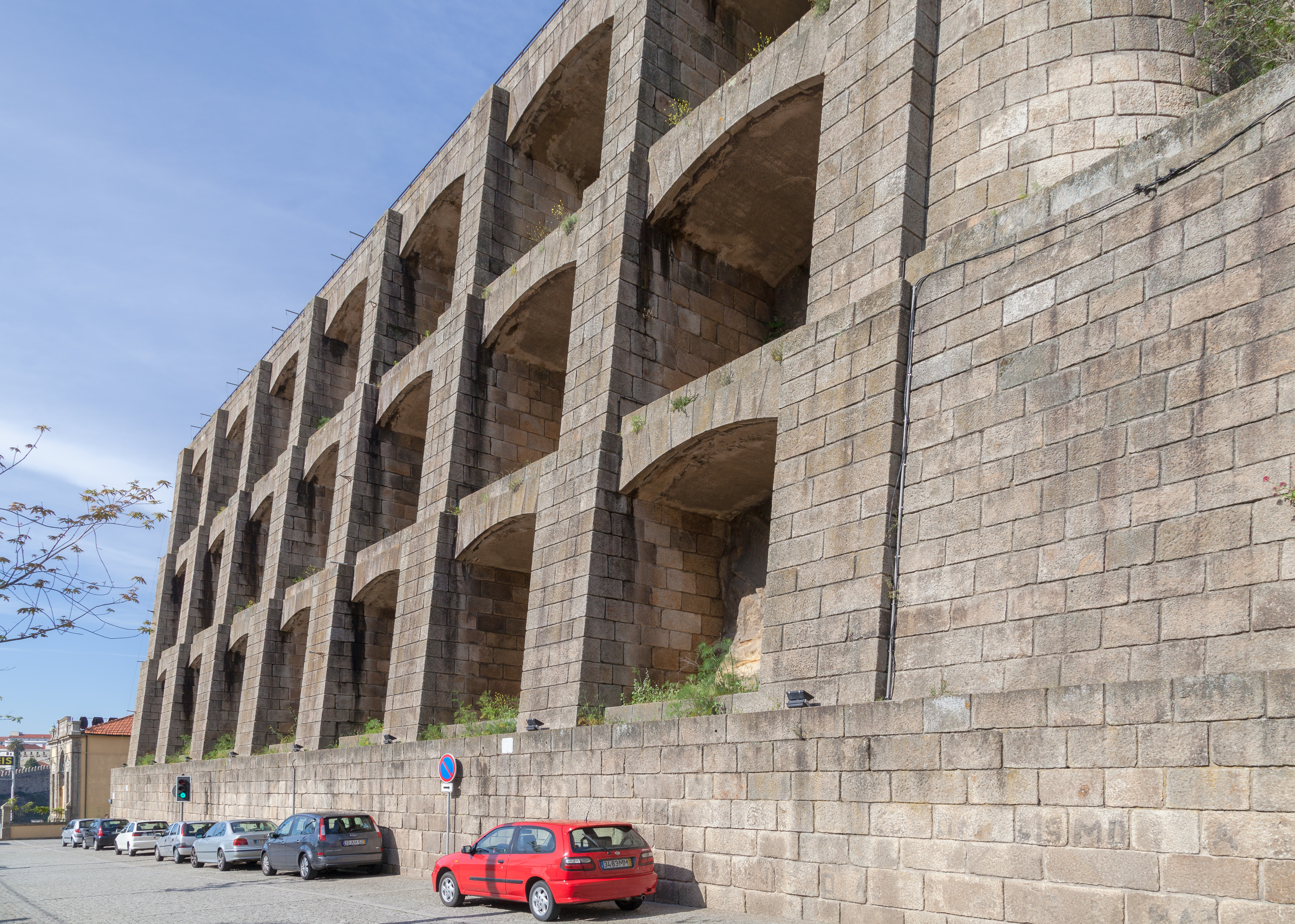